# Скалето
Скалното светилище „Скалето“, се намира край с. Црънча (Община Доспат) в едноименната местност.

## Откриване
Светилището е открито по време на теренни археологически проучвания през 1986 г. от археолога Мечислав Домарадски.

## Датиране
При залагане на сондажите по време на археологическото проучване на светилището са открити керамични фрагменти, които са датирани към късната Бронзова епоха и ранната Желязна епоха. До свещеното място е водел древен път, използван и във времето на Римската епоха. Археолозите са регистрирали значително наличие на гробове от Желязната и Античната епохи, разположени по цялото землище на близкото населено място. В една от проучените могили е открита урна, съдържаща кости, останали след кремация и сребърен връх на копие. Един от значителните древни некрополи е разположен на най-високата точка в землището на населеното място, като местността носи името „Горното гробе“. След аматьорски археологически проучвания на местни учители през 1950-те години са разкрити погребения с инвентар главно от глинени съдове. При теренните проучвания на обекта са открити и материали от Средновековието.

## Местоположение
Скалното светилище „Скалето“ се намира на около 1,5 km от с. Црънча, в едноименната местност, североизточно от пътя свързващ селата Црънча и Ваклиново. Пътят е черен и подходящ само за високо проходим автомобил. 